# Каменка-1 (Смоленская область)
Каменка-1 — деревня в Угранском районе Смоленской области России. Входит в Арнишицкое сельское поселение.
Население — 0 жителей (2007 год).
Расположена в юго-восточной части области в 22 км к юго-востоку от Угры, в 0,1 км западнее автодороги Знаменка-Спас-Деменск, на берегу реки . В 16 км восточнее от деревни находится железнодорожная станция Баскаковка на линии Торжок-Брянск.

## История
В годы Великой Отечественной войны деревня была оккупирована гитлеровскими войсками в октябре 1941 года, освобождена в марте 1943 года.